# Stringfollow
Stringfollow oder Set ist ein Begriff aus dem Bogenschießen und bezeichnet den Effekt, der entsteht, wenn ein Bogen über einen gewissen Grad gespannt wurde. 
Normalerweise sollte ein Bogen nach dem Abspannen gemäß dem hookeschen Gesetz in seine Ausgangsform zurückkehren, doch wenn die Belastung zu groß wird, wird die Holzstruktur im Bogenbauch bei einem Holzbogen zu sehr gestaucht und der Bogen verkürzt sich in der Länge, was weniger potenzielle Abschussenergie zur Folge hat.
Um diesem Effekt so weit wie möglich entgegenzukommen, muss man den Bogen auf eine Bogenablage legen, die den Bogen in der Mitte der beiden Wurfarme hebt. Der Bogen wird keinesfalls auf einen Wurfarm gestellt. Je breiter der Wurfarm desto weniger Stringfollow.